# Bertrand de Jouvenel
Bertrand de Jouvenel (* 31. Oktober 1903 in Paris; † 1. März 1987 in Paris) war ein französischer Ökonom und politischer Philosoph.

## Leben
Bertrand de Jouvenel war der Sohn von Henry de Jouvenel, einem französischen Politiker, Journalisten und Chefredakteur des Le Matin und dessen erster Frau Claire Boas. Mit 17 Jahren hatte er eine Liebesaffäre mit der zweiten Ehefrau seines Vaters, der Schriftstellerin Sidonie-Gabrielle Colette, die dadurch zu ihrem Roman Le Blé en herbe inspiriert wurde. Jouvenel studierte Naturwissenschaften und Jura und arbeitete als Korrespondent für verschiedene Zeitungen. Später war er als Hochschullehrer tätig.
Bertrand de Jouvenel gilt neben Friedrich August von Hayek und Ludwig von Mises als einer der Hauptkritiker des in seinen Augen paternalistischen Vorsorgestaates. De Jouvenel geht aus einer liberalen Grundidee davon aus, dass aus einer staatlich gelenkten Umverteilung die Einzelnen ihrer Selbsthilfemöglichkeiten beraubt und der Staatsapparat gestärkt würde. Die „sozial Schwachen“ würden am Ende arm bleiben.

## Werke
- Vers les États-Unis d'Europe. Valois, Paris 1930.
- Nach der Niederlage. Herbig, Berlin 1941.
- Napoléon et l'économie dirigée. Le blocus continental. Ed. de la Toison d’Or, Paris 1942.
- Du Pouvoir. Histoire naturelle de sa croissance. Genève, éditions du cheval ailé, 1945; englische Übersetzung: On Power: Its Nature and the History of its Growth, transl. by J.F. Huntington. London, 1949; deutsche Übersetzung: Über die Staatsgewalt. Die Naturgeschichte ihres Wachstums. Rombach, Freiburg im Breisgau, 1972, ISBN 3-7930-0046-X
- L'échec d'une expérience. Problemes de l'angleterre socialiste. La Table Ronde, Paris 1947, ISBN 3-7930-0046-X.
- Quelle Europe? Le Portulan, Paris 1947.
- L 'Amérique en Europe. Le plan Marshall et la coopération intercontinentale. Plon, Paris 1948.
- The ethics of redistribution. Univ. Press, Cambridge 1951.
  - Die Ethik der Umverteilung. Mit einem Vorwort zur deutschen Übersetzung von Hardy Bouillon sowie einer zusammen fassenden Würdigung de Jouvenels vom Herausgeber. Hrsg.: Gerd Habermann. Olzog, München 2012, ISBN 978-3-7892-8100-6 (Übersetzt von Karen Ilse Horn).
- Die Kunst der Vorausschau. Luchterhand, Neuwied 1967, DNB 457108975 (französisch: L'Art de la conjecture. Paris 1964. Übersetzt von Herbert Roetger Ganslandt).
- Reine Theorie der Politik. Rombach, Freiburg im Breisgau 1967, DNB 457108983 (französisch: The Pure Theory of Politics. Paris 1963. Übersetzt von Klaus Streifthau).
- Über Souveränität. Rombach, Freiburg im Breisgau 1963, DNB 452241421 (französisch: De la Souveraineté, à la recherche du bien politique. Paris 1955. Übersetzt von Gerolf Graf Coudenhove).
- Jenseits der Leistungsgesellschaft. Elemente sozialer Vorausschau und Planung. Rombach, Freiburg im Breisgau 1970, DNB 457108967 (Übersetzt von Karl Held).
- Du principat et autres réflexions politiques. Hachette, Paris 1972.
- La civilisation du puissance. Fayard, Paris 1976, ISBN 2-213-00314-9.
- Les débuts de l'état moderne. Une histoire des idées politiques au XIXe siècle. Fayard, Paris 1976, ISBN 2-213-00332-7.
- Les français. Roman. Juillard, Paris 1979, ISBN 2-260-00178-5.
- Un voyageur dans le siècle. Band 1: 1903-1945. Laffont, Paris 1979, ISBN 2-221-00394-2.
- Vie de Zola. Juillard, Paris 1979, ISBN 2-260-00137-8.
- Marx et Engels, la longue marche. Juillard, Paris 1983, ISBN 2-260-00323-0.
- Revoir Hélène. Laffont, Paris 1986, ISBN 2-221-04943-8.